# Anton Christian Fonio

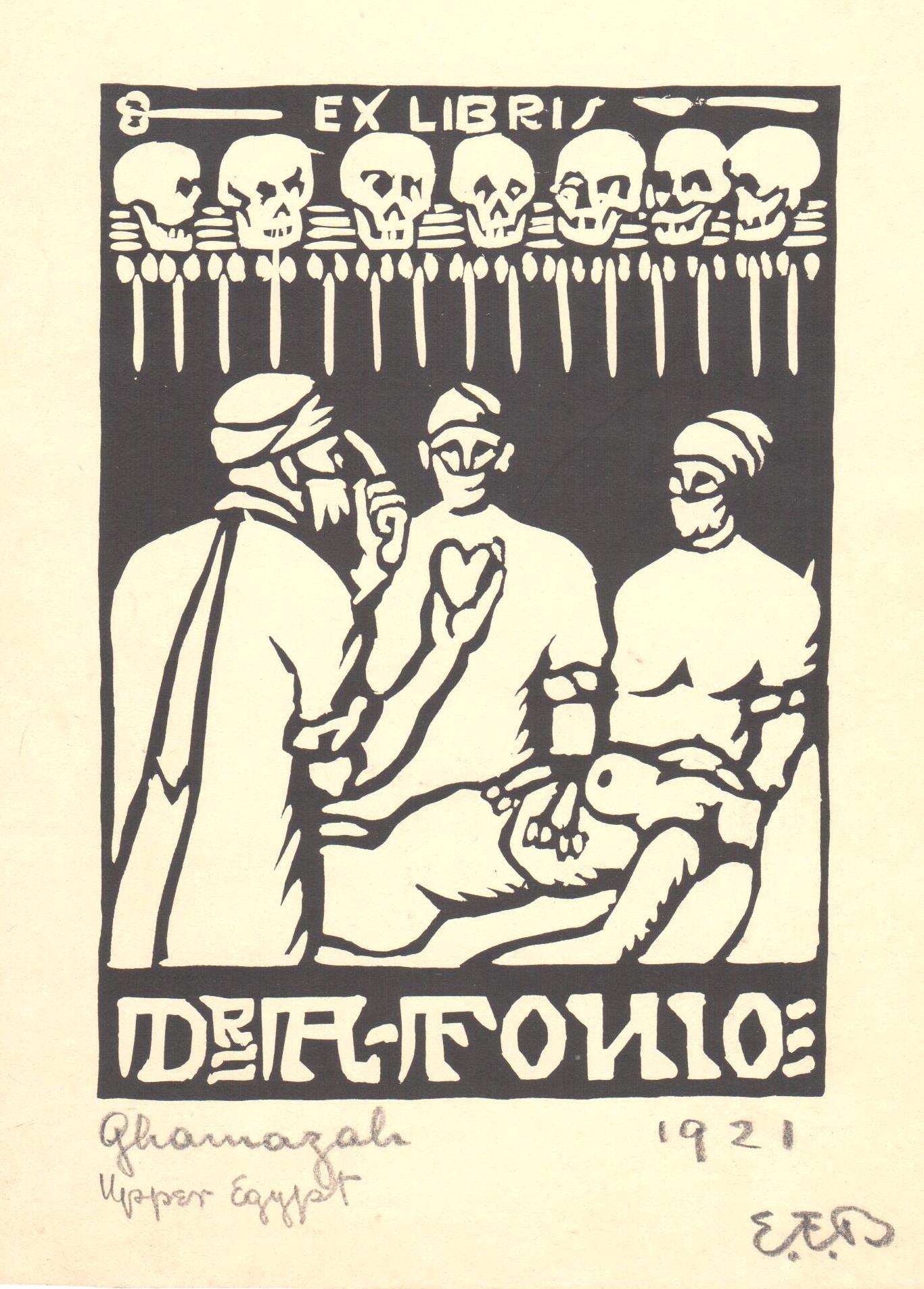
Exlibris: «Dr. A. Fonio», 1921, entworfen von Erwin Friedrich Baumann

Anton Christian Fonio (* 27. September 1881 in Parma; † 4. April 1968 in Chur; heimatberechtigt in Samedan und Sils im Engadin) war ein Schweizer Chirurg.

## Leben und Wirken
Anton Christian Fonio, Sohn des in Italien lebenden Schweizer Landwirts Giacomo Emilio Fonio, wuchs in San Lazzaro bei Parma auf. Er absolvierte das Gymnasium in Chur und studierte Medizin in Zürich, München und Bern. Er arbeitete als Assistent bei Hermann Sahli und Theodor Kocher und wurde 1911 zum Dr. med. promoviert. Fonio verfasste Arbeiten über Blutgerinnung und zu Verfahren zur Thrombozytenzählung. Von 1914 bis 1944 war er Chefarzt der Chirurgie im Bezirksspital Langnau im Emmental. Ab 1918 führte er Operationen mit Bluttransfusionen durch. Fonio war international bekannt als Kenner der Bluterkrankheit, zu deren Erforschung er Stammbäume verfasste. An der Universität Bern wurde er 1920 zum Privatdozent für chirurgische Sonderfälle und 1930 zum ausserordentlichen Professor für allgemeine Chirurgie ernannt. Fonio erfand 1942 die Herstellung von Blutkonserven, 1943 führte er Bluttransfusionen in der Armee ein, wo er Leiter einer Militärsanitätsanstalt war. Er wurde 1951 mit dem Marcel-Benoist-Preis ausgezeichnet. Fonio war Mitbegründer der Schweizerischen Gesellschaft für Hämatologie. Ab 1952 leitete er den Blutspendedienst im Kantonsspital Chur. Er verbrachte seinen Lebensabend in Sils.